# Sebastian Bodinus
Sebastian Bodinus (* 4. Oktober 1700 in Bittstädt, Herzogtum Sachsen-Gotha; † 19. März 1759 in Pforzheim) war ein deutscher Komponist und Kapellmeister.

## Leben
Sein Vater, der Schulmeister Johann Nicolaus Bodinus, verstarb mit 33 Jahren im Mai 1700. Die Mutter Anna Elisabeth, geborene Eschner, lebte nach dem Tod ihres Mannes mit drei weiteren Söhnen (1689, 1692 und 1696 geboren) in ihrem Elternhaus in Bittstädt. Bodinus besuchte bis 1713 die Dorfschule in Bittstädt. Die Schüler- und Notenliste der General-Sommer-Visitation des Oberconsistoriums Gotha bezeugt seinen Schulbesuch und den erfolgreichen Abschluss der oberen Klasse mit sehr guten Bewertungen.
Am 15. Juli 1718 wurde er als Musicus und Laquay am Hof des Markgrafen Carl III. Wilhelm von Baden-Durlach angestellt. Zunächst Oboist, bevorzugte er zunehmend die Violine, und wurde zum Hof-Musikus ernannt. Um der drohenden Versetzung als Militäroboist nach Italien zu entgehen, bat er um Entlassung, die ihm am 10. November 1723 gewährt wurde. Von 1724 bis 1728 war Bodinus Cammer-Musicus am Hof Herzogs Eberhard Ludwig von Württemberg in Stuttgart und wurde dort zum Premier Violinist (Konzertmeister) befördert. Ab 1726 veröffentlichte er im Augsburger Verlag Leopold einige seiner Kompositionen: Musikalische Divertissiments Teil 1 bis 6, Solo-, Trio- und Quartettsonaten. Am 24. März 1728 wurde er wieder als Mitglied der Markgräflich Badischen Hofkapelle in Karlsruhe angestellt und am 20. Juli zum Konzert-Meister ernannt.
Auch seine Frau Anna Margaretha wurde als Sängerin „auf dem Theatro und bey anderen Musiquen“ engagiert. Am 24. November 1730 wurde seine Tochter Wilhemine getauft, Pate war der Kapellmeister Johann Melchior Molter. Molter stammte aus Tiefenort an der Werra und war wie Bodinus 1718 in Karlsruhe angestellt worden.
Im Zeitraum zwischen Michaelis 1729 und Michaelis 1730 reiste Bodinus nach Bittstädt, um seinen endgültige Weggang von seinem Heimatort durch Zahlung eines Abzuggeldes von 1 Gulden und 3 Groschen zu bekunden.
1733 wurde die Hofkapelle aufgelöst. Markgraf Carl Wilhelm floh infolge des Ausbruchs des Polnischen Thronfolgekrieges ins Exil nach Basel. Bodinus fand eine Anstellung in Darmstadt. Am 8. Oktober 1736 wurde er wieder als Konzertmeister in Karlsruhe angenommen. Der ehemalige Kapellmeister Molter war 1733 an den Hof von Sachsen-Eisenach entlassen worden und kehrte erst 1742 nach Karlsruhe zurück. Bodinus versah in dieser Zeit Kapellmeisterdienste und bemühte sich vergeblich um eine entsprechend höhere Gage. Nach dem Tod des Markgrafen Carl Wilhelm im Mai 1738 wurde wiederum die Hofkapelle reduziert; Bodinus wurde am 16. Oktober 1738 entlassen. Zum Unterhalt seiner Familie wurde ihm noch ein Gnadenquartal gewährt und zugesichert, dass man bei Bedarf seiner gedenken werde.
Vom Zeitraum 1739 – Mai 1747 ist nur bekannt, dass Bodinus sich als Musiklehrer betätigte und „dem Vernehmen nach zu Basel sich aufhalte und mit informieren in der Music säuerlich nähren soll.“ Am 15. März 1747 bewarb sich Bodinus um Wiedereinstellung am Markgräflichen Hof in Karlsruhe. Er verwies auf Empfehlungsschreiben von Baron Ernst Friedrich Leutrum von Ertingen (Landvogt von Rötteln mit Sitz in Lörrach) und Hofrat Süß, bei denen er in Diensten war. Am 23. Mai 1747 stellte Markgraf Carl Friedrich Bodinus wieder als Cammer Musicum und premier Violinist am Hoforchester ein. Seine jährliche Besoldung an Geld und Naturalien betrug 300 Gulden.
Am 24. Juli 1752 verließ Bodinus aus unbekannten Gründen seinen Dienstort, wie auch seine Familie. Trotz dieses eigenmächtigen Handelns scheint Bodinus später ordentlich um eine Entlassung nachgesucht zu haben, wie aus einer Akte des Hofmarschallamtes hervorgeht. Da wird Bodinus bescheinigt, dass er „in seinen Verrichtungen getreu, fleißig und ehrlich“ gewesen sei und „nunmehr aber auf sein geziemendes Ansuchen seine Entlassung in Gnade erhalten hat.“ Über seinen Verbleib in den nächsten Jahren ist nichts bekannt.
Am 28. September 1758 kehrte er zurück, war aber geistig verwirrt und wurde in das Pforzheimer Tollhaus eingeliefert. Er starb am 19. März 1759.
Nach seinem Tode geriet er mit seinem Schaffen in Vergessenheit. Erst die jüngere Musikforschung wurde wieder auf ihn aufmerksam.

## Werke
Das Hauptgewicht des Schaffens von Sebastian Bodinus liegt auf dem Gebiet der Kammermusik. Neben den gängigen Formen von Solo- und Triosonate hat er auch die weniger gebräuchliche Gattung der Quartettsonate mit einer ganzen Reihe von Werken bedacht. In den vielfältig und abwechslungsreich besetzten Sonaten mischen sich Elemente der Sonata da chiesa mit solchen des Concertos und der Suite. Der Einfluss der Letzteren findet sich auch in einigen seiner Flötenkonzerte, die z. T. eher der Kammermusik als dem Instrumentalkonzert zuzurechnen sind. Die Ouvertüre für Flöte (oder Violine) und Streicher weist dagegen durch das Concerto geprägte Passagen auf. Die Sinfonien sind gelungene Beispiele der frühen Weiterentwicklung der italienischen Opernsinfonie. Bemerkenswert ist die frische und einfallsreiche Melodik. Trotz galanter Einschläge gehören die Werke von Bodinus der spätbarocken Epoche an.

### Orchesterwerke
- 5 Sinfonien in D, D, F, A und B
- Ouvertüre für Flöte, Violine und Orchester
- 13 Konzerte für Flöte und Orchester, davon 5 in D, die übrigen e, e, e, E, G, G, A
- Konzert für Oboe und Orchester in F
- 3 Konzerte für Violine und Orchester in D, e, a[1]

### Kammermusik
Drucke (erschienen bei Joseph Friedrich und Johann Christian Leopold in Augsburg):
- Acroama musicum: 6 Sonaten für Violine und Basso continuo (ca. 1726)
- 12 Sonaten für Violine und Basso continuo
- Musicalische Divertissiments, oder in das Gehör gerichteter Trio in 6 Teilen (Augsburg, 1726):
  - 6 Sonaten für 2 Violinen und Basso continuo
  - 6 Sonaten für Flöte, Violine und Basso continuo
  - 6 Sonaten für Oboe, Violine und Basso continuo
  - 6 Sonaten für 2 Oboen oder Violinen und Basso continuo und 6 Sonaten für Flöte, Violine und Basso continuo
  - 3 Quadri für diverse Besetzungen
  - 3 Quadri für diverse Besetzungen
- 12 Sonaten für diverse Besetzungen
- 8 Quadri für diverse Besetzungen

Handschriften:
- 1 Sinfonie
- 2 Duetti
- 2 Menuetti
- 33 Sonaten[1]